# Stadio Abdullah bin Khalifa
Lo stadio Abdullah bin Khalifa, noto anche come Lekhwiya Sports Stadium, è uno stadio usato esclusivamente per le partite di calcio, che si trova a Doha, la capitale del Qatar.
Lo stadio può ospitare fino a 10.000 posti a sedere e tutti i settori sono scoperti ad eccezione delle due tribune. È stato inaugurato ufficialmente il 15 febbraio 2013 dopo soli due anni di lavoro.
Lo stadio fa parte di un complesso sportivo che comprende un impianto acquatico e un palazzetto multi-uso, un hotel con la capienza di 75 stanze, quattro campi per gli allenamenti, un parcheggio e una sala panoramica.
In occasione della Coppa d'Asia 2023, che ha visto il Qatar come nazione ospitante, si sono svolti cinque match della fase a gironi, oltre all'ottavo di finale tra Iran e Siria.